# Paul Kracht

Paul Kracht als Corpsstudent im Wintersemester 1886/87

Paul Kracht (* 5. Januar 1863 in Lemgo; † 18. Oktober 1959 ebenda) war ein deutscher Leinen-Fabrikant und Kommerzienrat.

## Leben
Paul Kracht stammte aus einer alten Lemgoer Kaufmannsfamilie. Sein Urgroßvater Heinrich Christoph Kracht, Ratssiegler der Stadt Lemgo, hatte 1810 eine Agentur zum Handel mit Leinen gegründet. Paul Kracht besuchte das humanistische Gymnasium in Lemgo und später die Webschule in Mülheim am Rhein, dem heutigen Köln-Mülheim. Vom Sommersemester 1886 an studierte er an der Technischen Hochschule Berlin-Charlottenburg Ingenieurwissenschaften und schloss sich im gleichen Semester dem Corps Saxonia-Berlin an. Nach dem Studium erhielt er noch eine praktische Ausbildung in der Weberei W. Meckel in Ohligs.
Im Jahre 1886 gründete sein Vater Christoph Wilhelm Kracht, Geheimer Kommerzienrat, die Fa. Kracht & Co., Mechanische Leinenweberei, Lemgo, in der er alsbald, von etwa 1888 an, zusammen mit seinem Vater wirkte. Unter Führung von Paul Kracht wurde das Unternehmen ständig ausgebaut. Die Produktpalette umfasste Betttuchleinen, Handtuchstoffe, Wischtücher, Windelstoffe und Gardinenleinen. Die Produkte seiner Firma waren unter den Namen Niereißa, Wohltat, Trockenperle und Krachtuko weithin bekannt.
Die von seinem Urgroßvater gegründete Handelsagentur, die von ihm und seinem Vater zum Industrieunternehmen ausgebaut worden war, feierte im Jahre 2010 ihr zweihundertjähriges Bestehen, dem die Stadt Lemgo im Museum Hexenbürgermeisterhaus eine Ausstellung zum Thema Leinenkracht. Eine Lemgoer Kaufmanns- und Unternehmerfamilie in drei Jahrhunderten widmete. Das Unternehmen wird heute in der siebten Familiengeneration geführt.

## Ehrenämter und Auszeichnungen
- Paul Kracht war stellvertretender Vorsitzender der Sektion III der Leinenberufsgenossenschaft, Mitglied des Verwaltungsrats und Vorstand vieler kultureller und politischer Körperschaften sowie Ratssiegler im Stadtrat der Alten Hansestadt Lemgo.
- Er war Träger des Lippischen Ehrenkreuzes.